# 화북진지
화북진지(禾北鎭址)는 대한민국 제주특별자치도 제주시 화북1동에 있는 조선시대의 방어유적이다. 2001년 2월 21일 제주특별자치도의 기념물 제56호로 지정되었다.

## 개요
조선시대 제주도의 방어유적으로 숙종 4년(1678) 지방관인 최관에 의해 축성되었다. 성안에는 관리들이 사는 건물과 제주를 오는 사신들을 묵게 하기 위한 객사를 비롯하여 창고, 마방 등 여러 건물이 있었다고 전한다.

## 현지 안내문
조선시대 제주의 방어시설은 3성 9진이 있었으며 화북진은 그중 하나의 진지로 1678년(숙종 4) 최관 목사에 의해 만들어졌다. 그 규모는 둘레가 606척, 높이 10척으로 동문과 서문이 있었으며 진 안에는 진사, 공수, 사령방, 마방, 무기고 등 건물이 있었다.
1699년에 남지훈 목사가 환풍정 객사를 건립하였고, 북성 위에는 망양정이 있었다.

## 참고 자료
- 화북진지 - 국가유산청 국가유산포털